# Fontaine-Couverte
Fontaine-Couverte ist eine französische Gemeinde mit 423 Einwohnern (Stand: 1. Januar 2022) im Département Mayenne in der Region Pays de la Loire. Die Gemeinde gehört zum Kanton Cossé-le-Vivien im Arrondissement Château-Gontier. Einwohner der Gemeinde werden Fontainois genannt.

## Geografie
Fontaine-Couverte liegt etwa 29 Kilometer südwestlich von Laval. Das Gemeindegebiet wird vom Flüsschen Pelleterie durchquert. Umgeben wird Fontaine-Couverte von den Nachbargemeinden Cuillé und Gastines im Norden, Ballots im Osten, La Roë im Osten und Südosten, Saint-Michel-de-la-Roë im Süden und Südosten, Brains-sur-les-Marches im Süden und Südwesten, Rannée im Westen und Südwesten sowie La Selle-Guerchaise im Nordwesten.

## Bevölkerungsentwicklung
| Einwohner                  | 682 | 662 | 546 | 487 | 450 | 388 | 373 | 432 |
| Quellen: Cassini und INSEE |     |     |     |     |     |     |     |     |

## Sehenswürdigkeiten
- Kirche Saint-Bomier
- Windmühle von Les Gues aus dem 19. Jahrhundert, Monument historique seit 1989

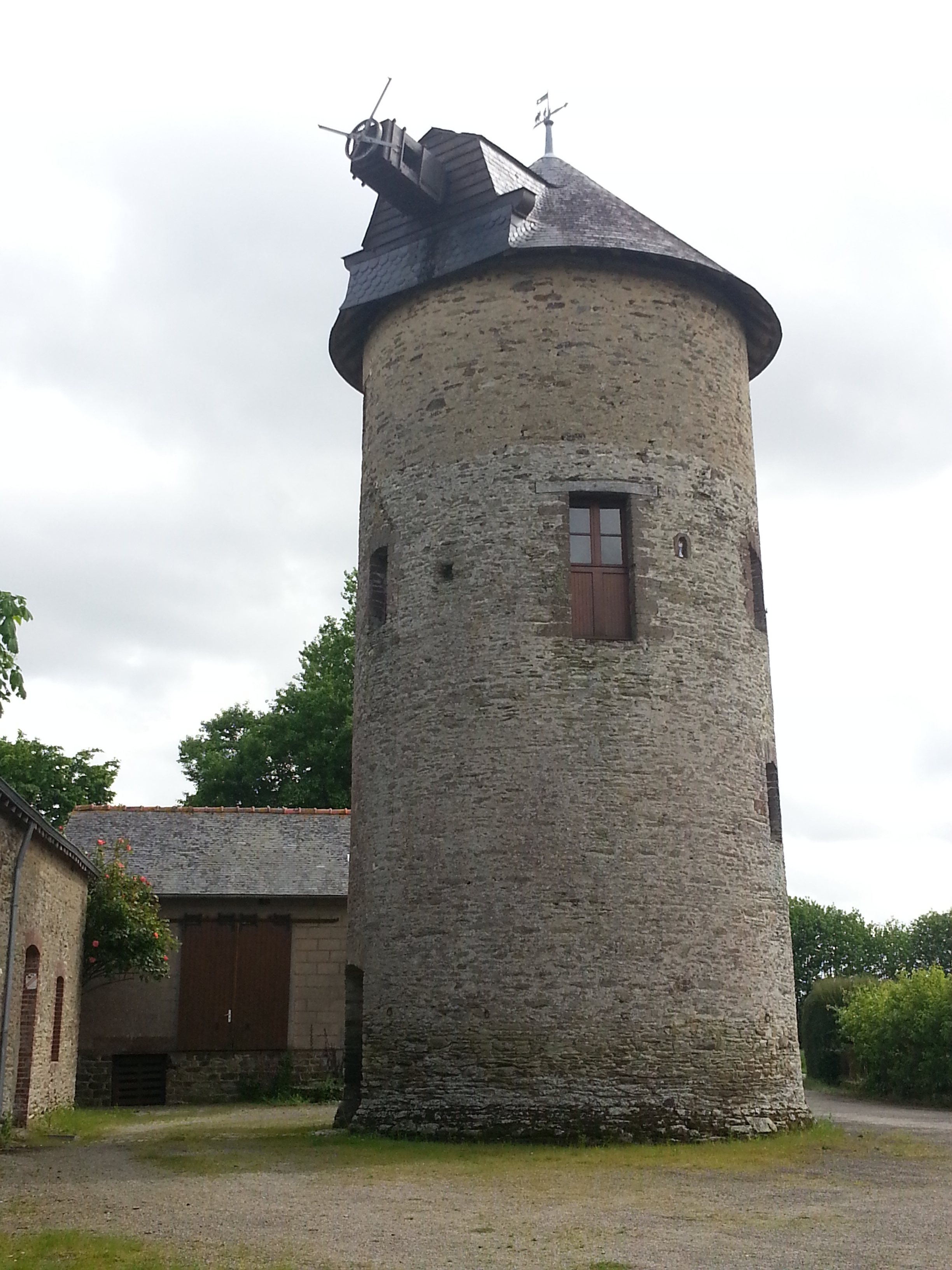
Windmühle von Les Gues